# Polvijärvi
För andra betydelser, se Polvijärvi (olika betydelser).
Polvijärvi är en kommun i landskapet Norra Karelen i Finland. Polvijärvi har cirka 4 161 invånare och har en yta på 958,33 km². Grannkommuner är Juga, Kaavi, Kontiolax, Libelits och Outokumpu.
Polvijärvi är enspråkigt finskt.

## Politik

### Mandatfördelning i Polvijärvi kommun, valen 1976–2021
|  | 6 | 3 | 13 |  |  | 2 |

|  | 6 | 3 | 13 |  |  | 2 |

|  | 7 |  | 3 | 13 |  |  |

| 7 | 2 | 14 |  |  | 2 |

| 9 |  | 13 |  | 2 |  |

| 10 |  | 13 | 2 |  |

| 9 |  | 15 | 2 |

| 8 | 16 | 2 |  |

| 17 | 10 |

| 7 |  | 2 |  | 15 |  |

| 18 | 9 |

| 6 | 3 | 4 | 12 |  |  |

| 16 | 11 |

| 7 | 1 | 12 | 1 |

| 13 | 8 |

| 5 | 5 | 10 | 1 |

| 12 | 9 |

## Demografi
| Befolkningsutvecklingen i Polvijärvi kommun 1975–2020                                                        | Befolkningsutvecklingen i Polvijärvi kommun 1975–2020 | Befolkningsutvecklingen i Polvijärvi kommun 1975–2020 | Befolkningsutvecklingen i Polvijärvi kommun 1975–2020 | Befolkningsutvecklingen i Polvijärvi kommun 1975–2020 |
| --- | ----------------------------------------------------- | ----------------------------------------------------- | ----------------------------------------------------- | ----------------------------------------------------- |
| |                                                       |                                                       |                                                       |                                                       |
| År |                                                       |                                                       | Folkmängd                                             |                                                       |
| 1975 | 1975                                                  |                                                       | 6 656                                                 |                                                       |
| 1980 | 1980                                                  |                                                       | 6 167                                                 |                                                       |
| 1985 | 1985                                                  |                                                       | 6 006                                                 |                                                       |
| 1990 | 1990                                                  |                                                       | 6 001                                                 |                                                       |
| 1995 | 1995                                                  |                                                       | 5 730                                                 |                                                       |
| 2000 | 2000                                                  |                                                       | 5 411                                                 |                                                       |
| 2005 | 2005                                                  |                                                       | 5 008                                                 |                                                       |
| 2010 | 2010                                                  |                                                       | 4 804                                                 |                                                       |
| 2015 | 2015                                                  |                                                       | 4 556                                                 |                                                       |
| 2020 | 2020                                                  |                                                       | 4 201                                                 |                                                       |
| Anm: Uppgifterna avser förhållandena den 31 december nämnda år enligt områdesindelningen den 1 januari 2022. |                                                       |                                                       |                                                       |                                                       |